# Aeroportul Yangambi
Aeroportul Yangambi (IATA: YAN, ICAO: FZIR) este un aeroport din Yangambi, Territoire d'Isangi⁠(d), Provincia Tshopo, Republica Democratică Congo.
Situat la o altitudine de 411 m, aeroportul dispune de o singură pistă.